# Eiskunstlauf-Weltmeisterschaften 2022
Die 111. Eiskunstlauf-Weltmeisterschaften fanden vom 21. bis zum 27. März 2022 in der französischen Stadt Montpellier statt. Die Wettkämpfe wurden in der Sud de France Arena ausgetragen. Montpellier war erstmals Austragungsort der Eiskunstlauf-Weltmeisterschaften. Frankreich war bisher drei Mal (1971 in Lyon, 2000 und 2012 in Nizza) Schauplatz der Welttitelkämpfe.
Die Entscheidung für den Austragungsort Montpellier durch die Internationale Eislaufunion (ISU) erfolgte auf dem Jahreskongress im Juni 2019 in der italienischen Hauptstadt Rom.
Am 1. März 2022 beschloss die ISU, dass aufgrund des russischen Überfalls auf die Ukraine Sportler aus der Russischen Föderation und aus Belarus von der Teilnahme an allen ISU-Veranstaltungen (inklusive der WM) ausgeschlossen werden. Nach der verletzungsbedingten Absage von Nathan Chen nahm damit kein Titelverteidiger der Eiskunstlauf-Weltmeisterschaften 2021 am Wettbewerb teil. Wegen einer dreiwöchigen Quarantäne nach den Olympischen Winterspielen 2022 fehlten auch alle Sportler aus der Volksrepublik China.

## Bilanz

### Medaillenspiegel
| Platz | Land               | Gold | Silber | Bronze | Gesamt |
| ----- | ------------------ | ---- | ------ | ------ | ------ |
| 1     | Japan              | 2    | 2      | 0      | 4      |
| 2     | Vereinigte Staaten | 1    | 1      | 3      | 5      |
| 3     | Frankreich         | 1    | 0      | 0      | 1      |
| 4     | Belgien            | 0    | 1      | 0      | 1      |
| 5     | Kanada             | 0    | 0      | 1      | 1      |

### Medaillengewinner
| Konkurrenz | Gold                                    | Silber                            | Bronze                       |
| ---------- | --------------------------------------- | --------------------------------- | ---------------------------- |
| Herren     | Shōma Uno                               | Yūma Kagiyama                     | Vincent Zhou                 |
| Damen      | Kaori Sakamoto                          | Loena Hendrickx                   | Alysa Liu                    |
| Paarlauf   | Alexa Knierim / Brandon Frazier         | Riku Miura / Ryūichi Kihara       | Vanessa James / Eric Radford |
| Eistanz    | Gabriella Papadakis / Guillaume Cizeron | Madison Hubbell / Zachary Donohue | Madison Chock / Evan Bates   |

## Ergebnisse

### Herren
| Platz                          | Sportler                     | Land                   | Pkt.   | KP | KP     | Kür | Kür    |
| ------------------------------ | ---------------------------- | ---------------------- | ------ | -- | ------ | --- | ------ |
| 1                              | Shōma Uno                    | Japan                  | 312,48 | 1  | 109,63 | 1   | 202,85 |
| 2                              | Yūma Kagiyama                | Japan                  | 297,60 | 2  | 105,69 | 2   | 191,91 |
| 3                              | Vincent Zhou                 | Vereinigte Staaten     | 277,38 | 6  | 95,84  | 4   | 181,54 |
| 4                              | Moris Qwitelaschwili         | Georgien               | 272,03 | 7  | 92,61  | 5   | 179,42 |
| 5                              | Camden Pulkinen              | Vereinigte Staaten     | 271,69 | 12 | 89,50  | 3   | 182,19 |
| 6                              | Kazuki Tomono                | Japan                  | 269,37 | 3  | 101,12 | 8   | 168,25 |
| 7                              | Daniel Grassl                | Italien                | 266,66 | 5  | 97,62  | 7   | 169,04 |
| 8                              | Adam Siao Him Fa             | Frankreich             | 266,12 | 10 | 90,97  | 6   | 175,15 |
| 9                              | Ilia Malinin                 | Vereinigte Staaten     | 263,79 | 4  | 100,16 | 11  | 163,63 |
| 10                             | Matteo Rizzo                 | Italien                | 255,75 | 8  | 91,67  | 10  | 164,08 |
| 11                             | Kévin Aymoz                  | Frankreich             | 245,46 | 15 | 85,26  | 12  | 160,20 |
| 12                             | Roman Sadovsky               | Kanada                 | 245,36 | 18 | 80,54  | 9   | 164,82 |
| 13                             | Deniss Vasiļjevs             | Lettland               | 243,00 | 11 | 90,95  | 14  | 152,05 |
| 14                             | Keegan Messing               | Kanada                 | 235,03 | 9  | 91,18  | 17  | 143,85 |
| 15                             | Mihhail Selevko              | Estland                | 234,72 | 20 | 78,85  | 13  | 155,87 |
| 16                             | Vladimir Litvintsev          | Aserbaidschan          | 233,62 | 14 | 85,83  | 15  | 147,79 |
| 17                             | Maurizio Zandron             | Österreich             | 228,27 | 16 | 83,10  | 16  | 145,17 |
| 18                             | Lee Si-hyeong                | Südkorea               | 225,06 | 13 | 86,35  | 18  | 138,71 |
| 19                             | Nikolaj Majorov              | Schweden               | 216,45 | 19 | 79,36  | 20  | 137,09 |
| 20                             | Graham Newberry              | Vereinigtes Königreich | 210,40 | 21 | 74,92  | 21  | 135,48 |
| 21                             | Tomàs-Llorenç Guarino Sabaté | Spanien                | 208,95 | 24 | 71,42  | 19  | 137,53 |
| 22                             | Nikita Starostin             | Deutschland            | 205,72 | 23 | 73,79  | 22  | 131,93 |
| 23                             | Iwan Schmuratko              | Ukraine                | 196,65 | 22 | 73,99  | 23  | 122,66 |
| WD                             | Cha Jun-hwan                 | Südkorea               | —      | 17 | 82,43  | —   | —      |
| Nicht für die Kür qualifiziert |                              |                        |        |    |        |     |        |
| 25                             | Mark Gorodnitsky             | Israel                 | 69,70  | 25 | 69,70  | —   | —      |
| 26                             | Adam Hagara                  | Slowakei               | 60,92  | 26 | 60,92  | —   | —      |
| 27                             | Władimir Samojłow            | Polen                  | 60,71  | 27 | 60,71  | —   | —      |
| 28                             | Burak Demirboğa              | Türkei                 | 52,86  | 28 | 52,86  | —   | —      |
| 29                             | Aleksandr Vlasenko           | Ungarn                 | 51,10  | 29 | 51,10  | —   | —      |
| WD                             | Donovan Carrillo             | Mexiko                 | —      | —  | —      | —   | —      |

### Damen
| Platz                          | Sportlerin           | Land                   | Pkt.   | KP | KP    | Kür | Kür    |
| ------------------------------ | -------------------- | ---------------------- | ------ | -- | ----- | --- | ------ |
| 1                              | Kaori Sakamoto       | Japan                  | 236,09 | 1  | 80,32 | 1   | 155,77 |
| 2                              | Loena Hendrickx      | Belgien                | 217,70 | 2  | 75,00 | 2   | 142,70 |
| 3                              | Alysa Liu            | Vereinigte Staaten     | 211,19 | 5  | 71,91 | 3   | 139,28 |
| 4                              | Mariah Bell          | Vereinigte Staaten     | 208,66 | 3  | 72,55 | 4   | 136,11 |
| 5                              | You Young            | Südkorea               | 204,91 | 4  | 72,08 | 6   | 132,83 |
| 6                              | Anastassija Gubanowa | Georgien               | 196,61 | 14 | 62,59 | 5   | 134,02 |
| 7                              | Lee Hae-in           | Südkorea               | 196,55 | 11 | 64,16 | 7   | 132,39 |
| 8                              | Karen Chen           | Vereinigte Staaten     | 192,51 | 8  | 66,16 | 8   | 126,35 |
| 9                              | Ekaterina Ryabova    | Aserbaidschan          | 188,50 | 9  | 65,52 | 11  | 122,98 |
| 10                             | Nicole Schott        | Deutschland            | 188,42 | 6  | 67,77 | 14  | 120,65 |
| 11                             | Wakaba Higuchi       | Japan                  | 188,15 | 7  | 67,03 | 12  | 121,12 |
| 12                             | Madeline Schizas     | Kanada                 | 188,14 | 10 | 64,20 | 10  | 123,94 |
| 13                             | Jekatierina Kurakowa | Polen                  | 186,43 | 16 | 61,92 | 9   | 124,51 |
| 14                             | Olga Mikutina        | Österreich             | 182,98 | 15 | 62,14 | 13  | 120,84 |
| 15                             | Mana Kawabe          | Japan                  | 182,44 | 12 | 63,68 | 15  | 118,76 |
| 16                             | Niina Petrõkina      | Estland                | 176,60 | 17 | 60,24 | 16  | 116,36 |
| 17                             | Lindsay van Zundert  | Niederlande            | 171,39 | 18 | 58,49 | 17  | 112,90 |
| 18                             | Julia Sauter         | Rumänien               | 170,31 | 19 | 58,07 | 18  | 112,24 |
| 19                             | Alexia Paganini      | Schweiz                | 170,02 | 13 | 63,09 | 19  | 106,93 |
| 20                             | Lara Naki Gutmann    | Italien                | 164,39 | 20 | 57,92 | 20  | 106,47 |
| 21                             | Josefin Taljegård    | Schweden               | 163,24 | 21 | 57,52 | 21  | 105,72 |
| 22                             | Kailani Craine       | Australien             | 161,75 | 22 | 56,64 | 22  | 105,11 |
| 23                             | Natasha McKay        | Vereinigtes Königreich | 159,27 | 24 | 55,71 | 23  | 103,56 |
| 24                             | Daša Grm             | Slowenien              | 147,12 | 23 | 55,82 | 24  | 91,30  |
| Nicht für die Kür qualifiziert |                      |                        |        |    |       |     |        |
| 25                             | Jenni Saarinen       | Finnland               | 55,30  | 25 | 55,30 | —   | —      |
| 26                             | Ting Tzu-Han         | Chinesisch Taipeh      | 55,24  | 26 | 55,24 | —   | —      |
| 27                             | Eliška Březinová     | Tschechien             | 55,07  | 27 | 55,07 | —   | —      |
| 28                             | Alexandra Fejgin     | Bulgarien              | 55,01  | 28 | 55,01 | —   | —      |
| 29                             | Léa Serna            | Frankreich             | 54,30  | 29 | 54,30 | —   | —      |
| 30                             | Marilena Kitromilis  | Zypern                 | 53,32  | 30 | 53,32 | —   | —      |
| 31                             | Júlia Láng           | Ungarn                 | 47,93  | 31 | 47,93 | —   | —      |
| 32                             | Stefanie Pesendorfer | Österreich             | 47,23  | 32 | 47,23 | —   | —      |
| 33                             | Anete Lāce           | Lettland               | 44,60  | 33 | 44,60 | —   | —      |

### Paare
| Platz | Sportler                              | Land                   | Gesamt | KP | KP    | Kür | Kür    |
| ----- | ------------------------------------- | ---------------------- | ------ | -- | ----- | --- | ------ |
| 1     | Alexa Knierim / Brandon Frazier       | Vereinigte Staaten     | 221,09 | 1  | 76,88 | 1   | 144,21 |
| 2     | Riku Miura / Ryūichi Kihara           | Japan                  | 199,55 | 3  | 71,58 | 3   | 127,97 |
| 3     | Vanessa James / Eric Radford          | Kanada                 | 197,32 | 5  | 66,54 | 2   | 130,78 |
| 4     | Karina Safina / Luka Berulawa         | Georgien               | 191,74 | 4  | 67,36 | 4   | 124,38 |
| 5     | Minerva Fabienne Hase / Nolan Seegert | Deutschland            | 189,61 | 6  | 66,29 | 5   | 123,32 |
| 6     | Evelyn Walsh / Trennt Michaud         | Kanada                 | 176,02 | 8  | 60,28 | 6   | 115,74 |
| 7     | Miriam Ziegler / Severin Kiefer       | Österreich             | 166,68 | 7  | 60,79 | 7   | 105,89 |
| 8     | Camille Kovalev / Pavel Kovalev       | Frankreich             | 153,73 | 9  | 50,95 | 8   | 102,78 |
| 9     | Daria Danilova / Michel Tsiba         | Niederlande            | 148,55 | 11 | 49,52 | 9   | 99,03  |
| 10    | Zoe Jones / Christopher Boyadji       | Vereinigtes Königreich | 144,24 | 10 | 49,67 | 10  | 94,57  |
| 11    | Dorota Broda / Pedro Betegón Martín   | Spanien                | 133,58 | 12 | 48,66 | 11  | 84,92  |
| 12    | Hailey Kops / Evgeni Krasnopolski     | Israel                 | 126,45 | 14 | 44,45 | 12  | 82,00  |
| WD    | Ashley Cain-Gribble / Timothy LeDuc   | Vereinigte Staaten     | —      | 2  | 75,85 | —   | —      |
| WD    | Sofija Holitschenko / Artem Darenskyj | Ukraine                | —      | 13 | 44,95 | —   | —      |

Ashley Cain-Gribble und Timothy LeDuc lagen nach dem Kurzprogramm auf dem zweiten Platz. In der Kür blieb Cain-Gribble nach einem Sturz auf den Kopf bei einem Einzelsprung benommen auf dem Eis liegen.

### Eistanz
| Platz                          | Sportler                                        | Land                    | Pkt.   | RT | RT    | Kürtanz | Kürtanz |
| ------------------------------ | ----------------------------------------------- | ----------------------- | ------ | -- | ----- | ------- | ------- |
| 1                              | Gabriella Papadakis / Guillaume Cizeron         | Frankreich              | 229,82 | 1  | 92,73 | 1       | 137,09  |
| 2                              | Madison Hubbell / Zachary Donohue               | Vereinigte Staaten      | 222,39 | 2  | 89,72 | 2       | 132,67  |
| 3                              | Madison Chock / Evan Bates                      | Vereinigte Staaten      | 216,83 | 3  | 87,51 | 3       | 129,32  |
| 4                              | Charlène Guignard / Marco Fabbri                | Italien                 | 209,92 | 4  | 84,22 | 4       | 125,70  |
| 5                              | Piper Gilles / Paul Poirier                     | Kanada                  | 202,70 | 5  | 80,79 | 5       | 121,91  |
| 6                              | Lilah Fear / Lewis Gibson                       | Vereinigtes Königreich  | 198,17 | 7  | 78,89 | 6       | 119,28  |
| 7                              | Olivia Smart / Adrián Diaz                      | Spanien                 | 194,63 | 6  | 79,40 | 7       | 115,23  |
| 8                              | Kaitlin Hawayek / Jean-Luc Baker                | Vereinigte Staaten      | 191,61 | 9  | 76,56 | 8       | 115,05  |
| 9                              | Laurence Fournier Beaudry / Nikolaj Sørensen    | Kanada                  | 188,54 | 8  | 78,29 | 9       | 110,25  |
| 10                             | Allison Reed / Saulius Ambrulevičius            | Litauen                 | 180,21 | 10 | 74,06 | 11      | 106,15  |
| 11                             | Marjorie Lajoie / Zachary Lagha                 | Kanada                  | 178,84 | 13 | 70,39 | 10      | 108,45  |
| 12                             | Juulia Turkkila / Matthias Versluis             | Finnland                | 175,95 | 12 | 71,88 | 12      | 104,07  |
| 13                             | Natálie Taschlerová / Filip Taschler            | Tschechien              | 172,23 | 11 | 72,55 | 14      | 99,68   |
| 14                             | Tina Karapetjan / Simon Proulx-Sénécal          | Armenien                | 170,32 | 14 | 68,50 | 13      | 101,82  |
| 15                             | Maria Kasakowa / Georgi Rewia                   | Georgien                | 165,38 | 17 | 66,76 | 15      | 98,62   |
| 16                             | Kana Muramoto / Daisuke Takahashi               | Japan                   | 164,25 | 15 | 67,77 | 16      | 96,48   |
| 17                             | Sasha Fear / George Waddell                     | Vereinigtes Königreich  | 160,05 | 18 | 66,69 | 18      | 93,36   |
| 18                             | Holly Harris / Jason Chan                       | Australien              | 159,92 | 19 | 64,91 | 17      | 95,01   |
| 19                             | Solène Mazingue / Marko Jevgeni Gaidajenko      | Estland                 | 149,04 | 20 | 63,97 | 19      | 85,07   |
| WD                             | Oleksandra Nasarowa / Maksym Nikitin            | Ukraine                 | —      | 16 | 67,70 | —       | —       |
| Nicht für die Kür qualifiziert |                                                 |                         |        |    |       |         |         |
| 21                             | Shira Ichilov / Wolodymyr Bjelikow              | Israel                  | 62,57  | 21 | 62,57 | —       | —       |
| 22                             | Mariia Ignatjewa / Danijil Leonyidovics Szemko  | Ungarn                  | 62,12  | 22 | 62,12 | —       | —       |
| 23                             | Jasmine Tessari / Stephane Walker               | Schweiz                 | 60,75  | 23 | 60,75 | —       | —       |
| 24                             | Charlotte Lafond-Fournier / Richard Kang-in Kam | Neuseeland              | 59,45  | 24 | 59,45 | —       | —       |
| 25                             | Maria Sofia Pucherová / Nikita Lysak            | Slowakei                | 58,27  | 25 | 58,27 | —       | —       |
| 26                             | Carolina Moscheni / Francesco Fioretti          | Italien                 | 58,22  | 26 | 58,22 | —       | —       |
| 27                             | Jekaterina Mitrofanowa / Vladislav Kasinskij    | Bosnien und Herzegowina | 55,01  | 27 | 55,01 | —       | —       |
| 28                             | Anastasia Polibina / Pavel Golovishnikov        | Polen                   | 50,73  | 28 | 50,73 | —       | —       |
| 29                             | Ekaterina Kuznetsova / Oleksandr Kolosovskyi    | Aserbaidschan           | 49,14  | 29 | 49,14 | —       | —       |
| 30                             | Aurelija Ipolito / Luke Russell                 | Lettland                | 46,00  | 30 | 46,00 | —       | —       |
| 31                             | Gauxar Naurızova / Boysangur Datiev             | Kasachstan              | 45,87  | 31 | 45,87 | —       | —       |

Im Rhythmustanz trugen Oleksandra Nasarowa und Maksym Nikitin schlichte Trikots in den ukrainischen Landesfarben blau und gelb. Als Musik wählten sie 1944 von Jamala und das ukrainische Volkslied Oj, u lusi tscherwona kalyna. Aus dem Kürtanz zogen sich beide zurück, da sie in der kurzen Zeit keine dem Krieg in ihrer Heimat angemessene Musik vorbereiten konnten.